# Oscypek

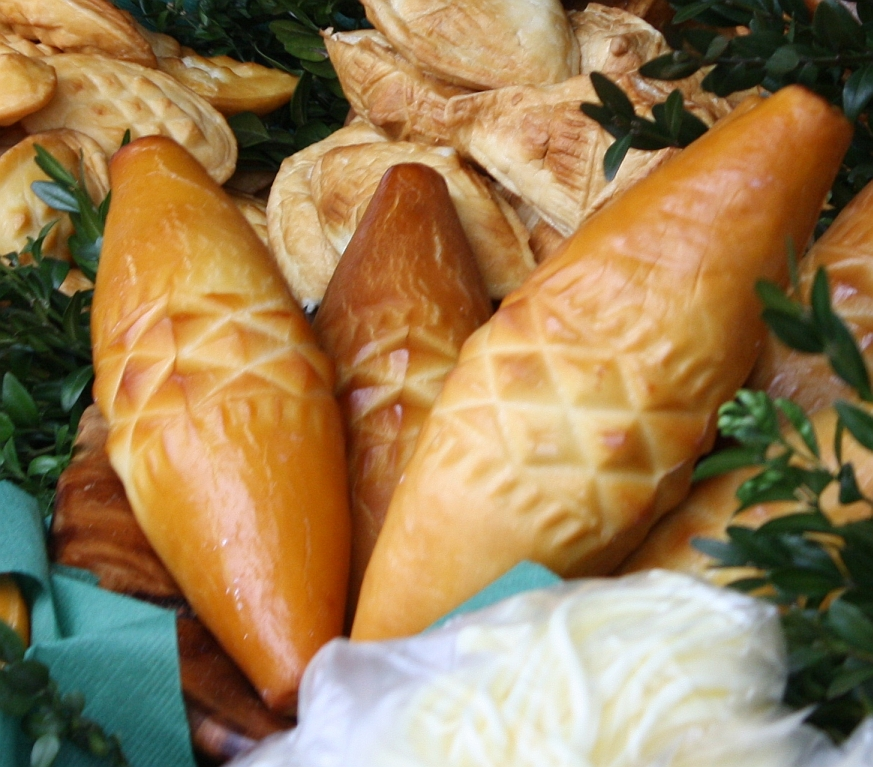
Oscypek

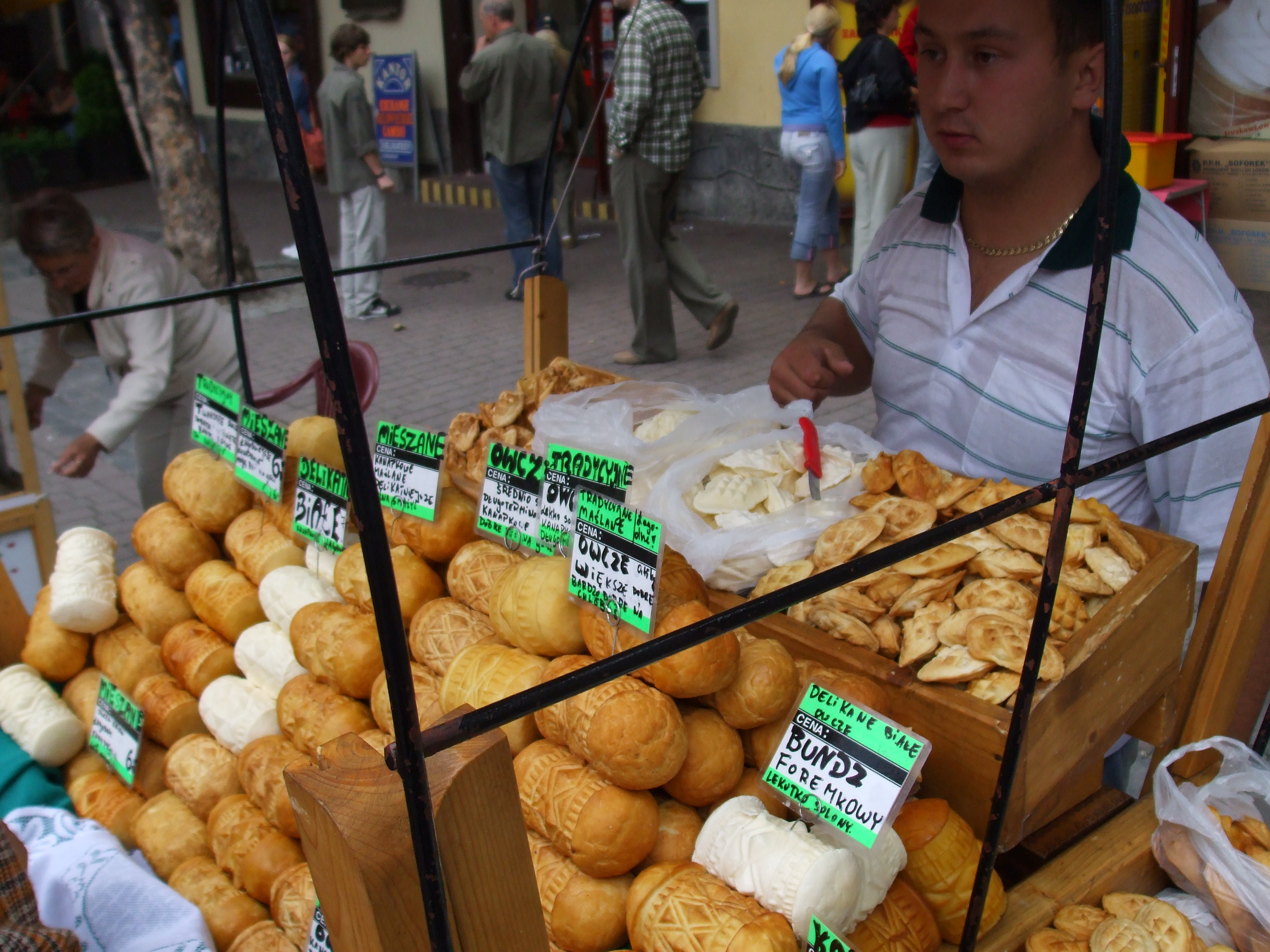
Oscypek vendido na rua

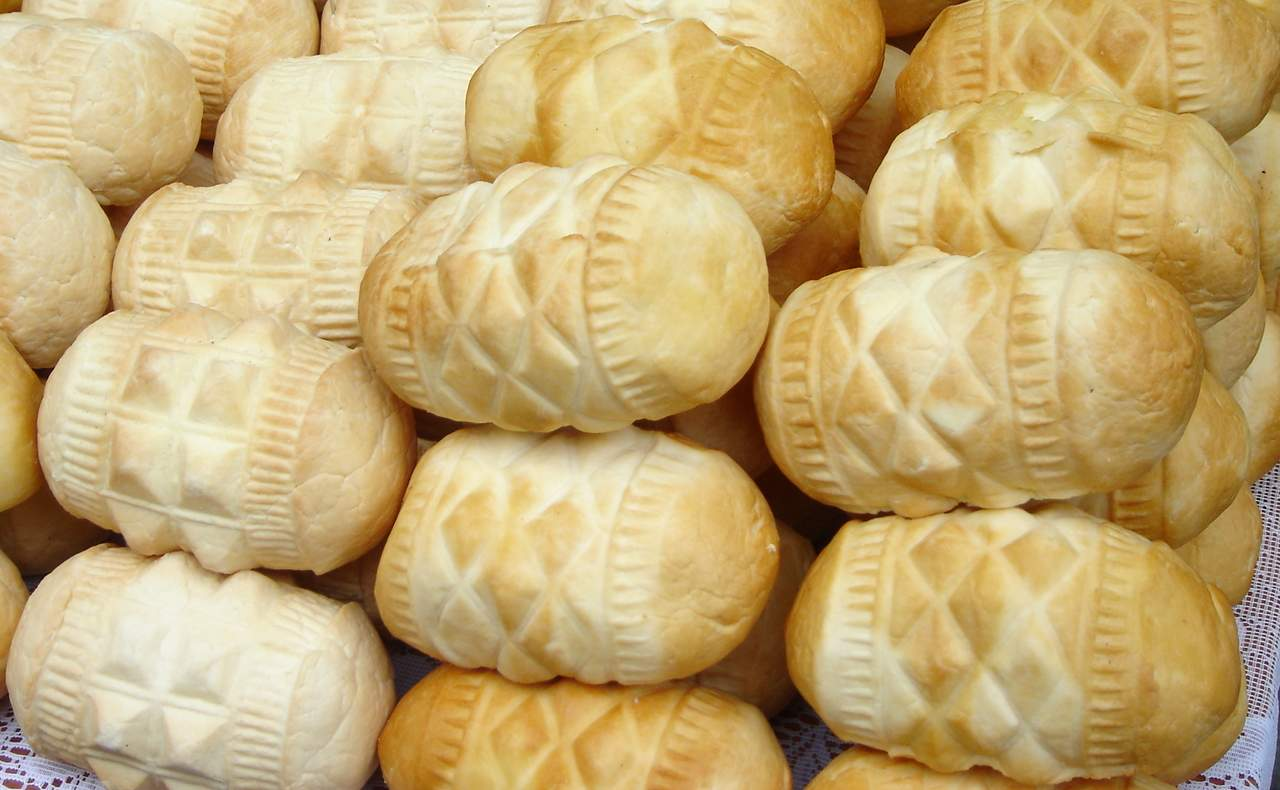
Gołka - queijo semelhante ao oscypek, mas preparado com leite de vaca

Oscypek é um queijo fumado oriundo da Polónia. É feito com leite de ovelha não pasteurizado e salgado, na região das montanhas Tatras, no sul do país.
O nome oscypek é uma denominação de origem protegida de acordo com as normas da União Europeia.

## Preparação
O oscypek é normalmente feito exclusivamente com leite de ovelha. Porém, pode por vezes também ser usado leite de vaca, desde que cumpram as indicações prescritas pela receita de denominação protegida. O leite de ovelha salgado e não pasteurizado é primeiro transformado em queijo fresco. Este é então repetidamente humedecido em água fervente e espremido. Após esta operação, a massa é calcada em formas de madeira, com o aspecto de um fuso, com desenhos decorativos. As formas são então colocadas num barril de salmoura durante uma ou duas noites, após as quais são colocadas perto do telhado, numa casinha especial de madeira, onde vão curar em fumo quente durante um período que pode chegar aos 14 dias.
Sendo normalmente fumado, o oscypek pode também ser encontrado ao natural. Quando fumado, o seu sabor assemelha-se ao provolone italiano. De consistência um pouco elástica, é consumido quente, assado na grelha, sendo por vezes vendido nas ruas das grandes cidades, como por exemplo no mercado de Páscoa de Cracóvia. Nesse mercado, é também servido com compota de arando, combinando de forma estranha o doce e o salgado. Nos supermercados, é possível encontrá-lo embalado em vácuo.
A primeira referência à produção de queijo nas montanhas Tatras remonta ao século XV, encontrando-se num documento da povoação de Ochotnica datado de 1416. A primeira receita escrita conhecida de oscypek data de 1748, sendo proveniente da área de Żywiec.

## Controvérsia
Antes da votação que conduziu à adesão da Polónia à União Europeia, um grupo de eurocépticos polacos alertou para o perigo do oscypek poder ser banido pela UE, por ser usado leite não pasteurizado na sua preparação e por ser produzido por camponeses sem licença. Este receio viria a revelar-se infundado.

## Variantes
- Redykolka é uma variante de tamanho pequeno do oscypek. É um queijo vendido como comida de rua, sobretudo nas ruas de Zakopane.
- Oštiepok é uma variante existente na Eslováquia, semelhante ao oscypek polaco. Difere deste nas quantidades dos ingredientes e na preparação.